# 21학번
21학번(본명: 김아영, 1999년 9월 11일 ~)은 대한민국의 가수이다.

## 생애
- 대한민국의 가수.
- 청량하고 사랑스러운 목소리를 갖고 있다. 2021년 '자연스러운 만남 추구'로 데뷔했다.
- 2021년 4월에 발매된 신곡 '자연스러운 만남 추구'는 신조어 자만추를 모티브로 한 곡으로 대학생의 풋풋한 연애 감정을 그린 중간 빠르기의 밝고 사랑스러운 곡이다.

## 앨범
- 자연스러운 만남 추구
- 완전 내 스타일
- 걷자, 집앞이야(원곡 스무살)
- 스티커 사진
- 웃는거야 (원곡: 서영은)
- 하나뿐인 운명처럼(잠골버스2기)
- 코인 노래방
- Loveholic (원곡: Loveholic)
- 타임머신
- 첫사랑 (MJ써니사이드)
- 이 말이 왜 이렇게 안나올까 (우연일까OST)
- 클로저스 2024년 여름 테마송 'Dive into you'
- 스터디 카페
- 지치고 힘들 땐 내게 기대